# Hầu Hạ Hoa
Hầu Hạ Hoa (tiếng Trung: 侯贺华; sinh tháng 6 năm 1954) là Trung tướng Quân Giải phóng Nhân dân Trung Quốc (PLA). Ông hiện là Phó Chủ nhiệm Bộ Công tác Chính trị Quân ủy Trung ương Trung Quốc.

## Thân thế và binh nghiệp
Hầu Hạ Hoa sinh tháng 6 năm 1954, người Đằng Châu, tỉnh Sơn Đông. Năm 1972, Hầu Hạ Hoa tốt nghiệp Trung học Đằng Châu 2. Năm 1973, ông nhập ngũ. Trong những năm đầu 1990, ông từng đảm nhiệm chức vụ Thư ký Đảng ủy Ủy ban Khoa học Công nghệ Quốc phòng Trung Quốc.
Năm 1994, bổ nhiệm giữ chức Phó trưởng phòng Cán bộ, Cục Chính trị Ủy ban Khoa học Công nghệ Quốc phòng Trung Quốc. Năm 1998, nhậm chức Trưởng phòng Cán bộ, Cục Chính trị Tổng cục Trang bị Quân Giải phóng Nhân dân Trung Quốc. Năm 2004, Hầu Hạ Hoa được bổ nhiệm làm Phó Chủ nhiệm Cục Chính trị Tổng cục Trang bị Quân Giải phóng Nhân dân Trung Quốc. Năm 2005, phong quân hàm Thiếu tướng.
Năm 2007, nhậm chức Chính ủy Căn cứ Huấn luyện thí nghiệm 21, Căn cứ Thí nghiệm Hạt nhân Mã Lan. Năm 2008, Hầu Hạ Hoa được bổ nhiệm làm Chính ủy Căn cứ Huấn luyện thí nghiệm 20, Trung tâm Phóng vệ tinh Tửu Tuyền. Năm 2011, Hầu Hạ Hoa được bổ nhiệm giữ chức Phó Chính ủy Quân khu Thẩm Dương. Năm 2012, ông được thăng quân hàm Trung tướng.
Tháng 7 năm 2015, Hầu Hạ Hoa được điều động giữ chức Phó Chính ủy kiêm Bí thư Ủy ban Kiểm tra Kỷ luật Viện Hàn lâm Khoa học Quân sự Trung Quốc.
Tháng 1 năm 2016, Chủ tịch Quân ủy Trung ương Tập Cận Bình ra tuyên bố giải thể 7 đại Quân khu để thiết lập lại thành lập 5 Chiến khu; Hầu Hạ Hoa được bổ nhiệm làm Phó Chính ủy Chiến khu kiêm Chủ nhiệm Bộ Công tác Chính trị Chiến khu Trung ương Quân Giải phóng Nhân dân Trung Quốc.
Tháng 1 năm 2017, Hầu Hạ Hoa được bổ nhiệm giữ chức vụ Phó Chủ nhiệm Bộ Công tác Chính trị Quân ủy Trung ương Trung Quốc.